# Pfarrkirche Spittal an der Drau

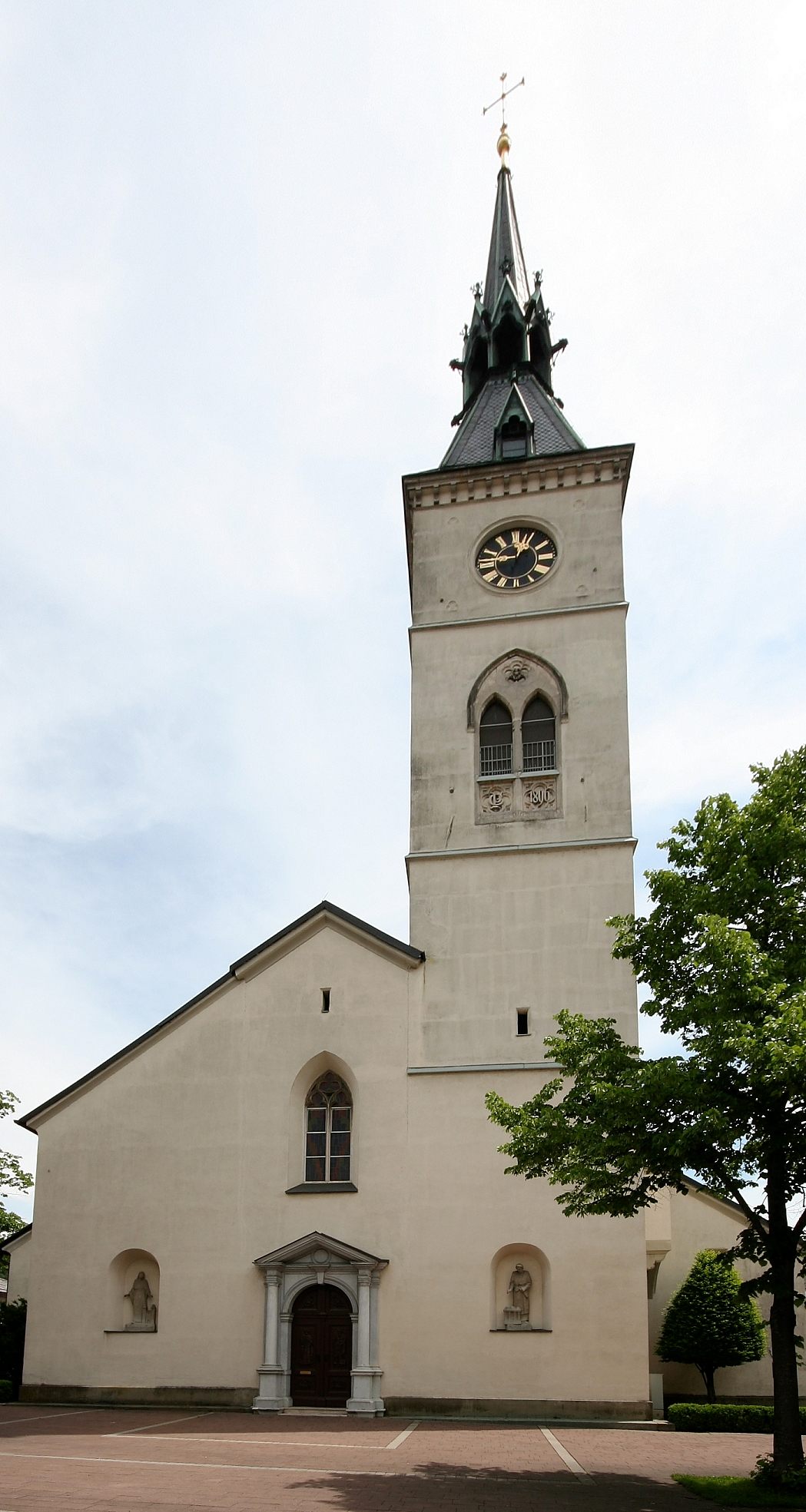
Die Pfarrkirche Spittal an der Drau

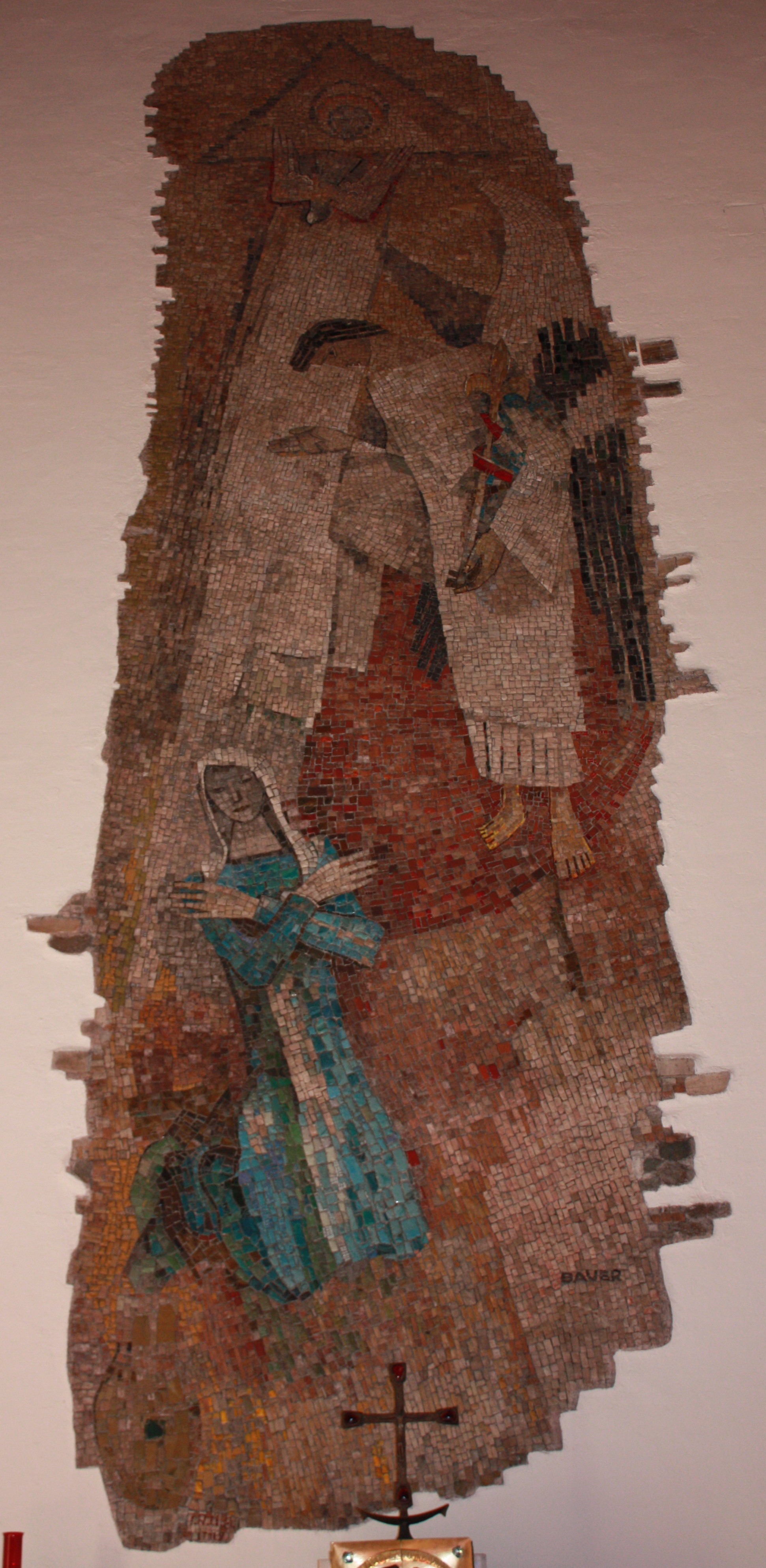
Mosaik

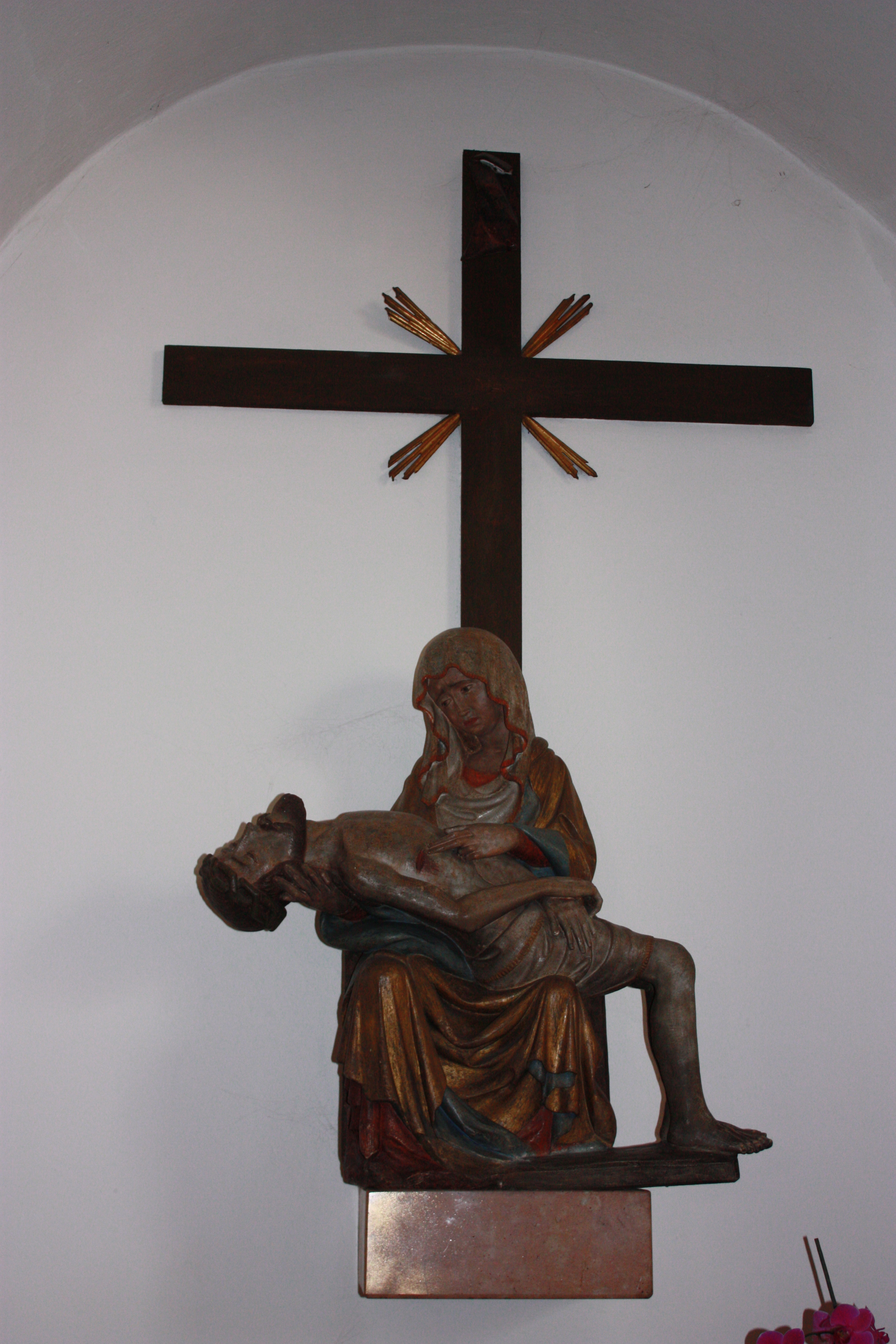
Pieta

Die Pfarrkirche Spittal an der Drau steht südlich des Hauptplatzes von Spittal und östlich des Schlosses Porcia. Die Kirche, die jetzt unter dem Patronat Mariae Verkündigung steht, war früher Maria in den Dornen geweiht.

## Geschichte
Die Brüder Otto II. und Archidiakon Hermann I. von Ortenburg erbauten schon vor 1191 eine „capella cum hospitale“, die als Vorgängerbau der heutigen Pfarrkirche gilt. Die in der Mitte des 13. Jahrhunderts erbaute Kirche wurde 1307 erneuert und 1311 wieder geweiht. 1513 übergab Kaiser Maximilian die Kirche an den Georgsritterorden in Millstatt. 1584 wurde die Kirche unter Ernfried von Salamanca-Ortenburg und seinen Neffen Hans und Bernhard umgebaut und erweitert. Der Kirchturm stürzte 1690 bei einem Erdbeben ein. Bei einem Großbrand 1797 schmolzen unter anderem die Glocken des Kirchturmes. Eine umfangreiche Restaurierung wurde in den Jahren 1860–63 durchgeführt, der Turm 1896 durch einen Neubau nach Plänen von Viktor Lunz ersetzt. Um das Sitzplatzangebot auf 660 zu verdoppeln, wurden 1966 das östliche Langhausjoch, der frühgotische Chor und die querovalen Apsiden, die 1584 als Abschluss der Seitenschiffe errichtet wurden, abgerissen und durch einen weiträumigen zeltartigen Neubau nach Plänen von Anton Zemann ersetzt. 1967 wurde bei der Neugestaltung des Platzes im Osten vor der Kirche ein Kriegerdenkmal errichtet.

## Bauwerk
Das dreischiffige und vierjochige Langhaus hat seine Grundlage in der Romanik. Die Westfassade mit einem Spitzbogenfenster stammt vom Anfang des 14. Jahrhunderts. Das 1584 errichtete rundbogige Säulenportal mit Dreieckstympanon wurde im 19. Jahrhundert überarbeitet. Die Reliefdarstellungen der Portaltüren vom Ende des 19. Jahrhunderts zeigen die Apostelfürsten Petrus und Paulus. Als Schöpfer der beiden steinernen Nischenskulpturen, die die Heiligen Hemma und Josef darstellen, wird ein Hochleitner genannt. Der neugotische viergeschoßige Turm mit Spitzhelm ist in die rechte Fassadenhälfte einbezogen. Im Turm hängt eine Glocke von Martin Pucher aus dem Jahre 1799.
Im ursprünglich flach gedeckten Langhaus wurde 1307 ein Kreuzrippengewölbe über abgekragten Diensten eingezogen. Dabei wurden die Obergadenfenster im Mittelschiff verdeckt. Unter der Westempore ist ein einfaches Sternrippengewölbe. Rundbögen über achteckige abgefasste Pfeiler verbinden das schmale hohe Mittelschiff mit den Seitenschiffen. Die Seitenschiffe wurden 1584 auf fast die doppelte Breite des Mittelschiffes erweitert und mit Tonnenwölbung versehen.
Auf den Seitenschiffgewölben befinden sich um 1900 von August Veiter geschaffene Gemälde, die im Süden die Berufung Petri, die Verklärung am Berg Tabor und die Auferstehung zeigen. Im nördlichen Seitenschiff sind die Taufe Jesu, die Erweckung des Lazarus und das Letzte Abendmahl zu sehen.
Der moderne Altarraum schließt in gesamter Breite und Höhe an die breiten, niedrigen Seitenschiffe und das schmale, hohe Mittelschiff an. Der Neubau mit der zeltartigen Dachkonstruktion aus Betonträgern wird nach Osten hin schmäler. Dominiert wird der Altarraum von den seitlichen mächtigen Fensterwänden und dem großen Maria-Verkündigung-Mosaik. Das Mosaik wurde nach Plänen von Karl Bauer 1965 bis 1966 geschaffen. Der Entwurf für die Glasfenster ist von Ernst Grandegger.

## Einrichtung
Von Ernst Grandegger stammt auch die Ausstattung des Altarraumes. Auf Konsolen an der Südwand des Chores stehen lebensgroße Holzstatuen der Heiligen Maria, Johannes Evangelist, Joachim und Anna. Darunter sind Teile eines um 1418 geschaffenen Sarkophages aufgestellt. Auf einem Relief des Sarkophages sind Maria mit Kind, Heinrich II. und seine Söhne Friedrich II. und Hermann II., aus dem Geschlecht der Grafen von Cilli, dargestellt. Sie werden von Petrus und Paulus geleitet. Auf dem zweiten, schlechter erhaltenen Sarkophagrelief ist die Verkündigungsszene mit den Heiligen Johannes der Täufer, Petrus und Paulus sowie Albrecht V. von Ortenburg, Bischof von Trient und Hermann von Cilli, Bischof von Freising zu sehen.
Im nördlichen Seitenschiff steht in einer Nische eine um 1420 geschaffene Pietà. Die an der westlichen Rückwand befindliche neugotische Skulpturengruppe von 1863, welche die Verkündigung an Maria darstellt, war am ehemaligen Hochaltar aufgestellt. Das Heiligen-Haupt-Gemälde wurde um 1800 gemalt.
Im südlichen Seitenschiff hängt ein Gemälde der trauernden Maria Magdalena, ein ehemaliges Seitenaltarbild vom Ende des 19. Jahrhunderts. Das Kruzifix im östlichen Langhaus stammt aus der zweiten Hälfte des 19. Jahrhunderts.
An der Westwand im Kircheninneren steht der rotmarmorne Grabstein des 1550 gestorbenen Seckauer Bischofs Johann von Malentein. In einer Renaissancearkade ist eine Halbfigur dargestellt.
An der Kirchenaußenmauer sind weitere Grabplatten aus dem 15. und 16. Jahrhundert angebracht, darunter die von Elisabeth von Eberstein, der ersten Gattin von Gabriel von Salamanca.

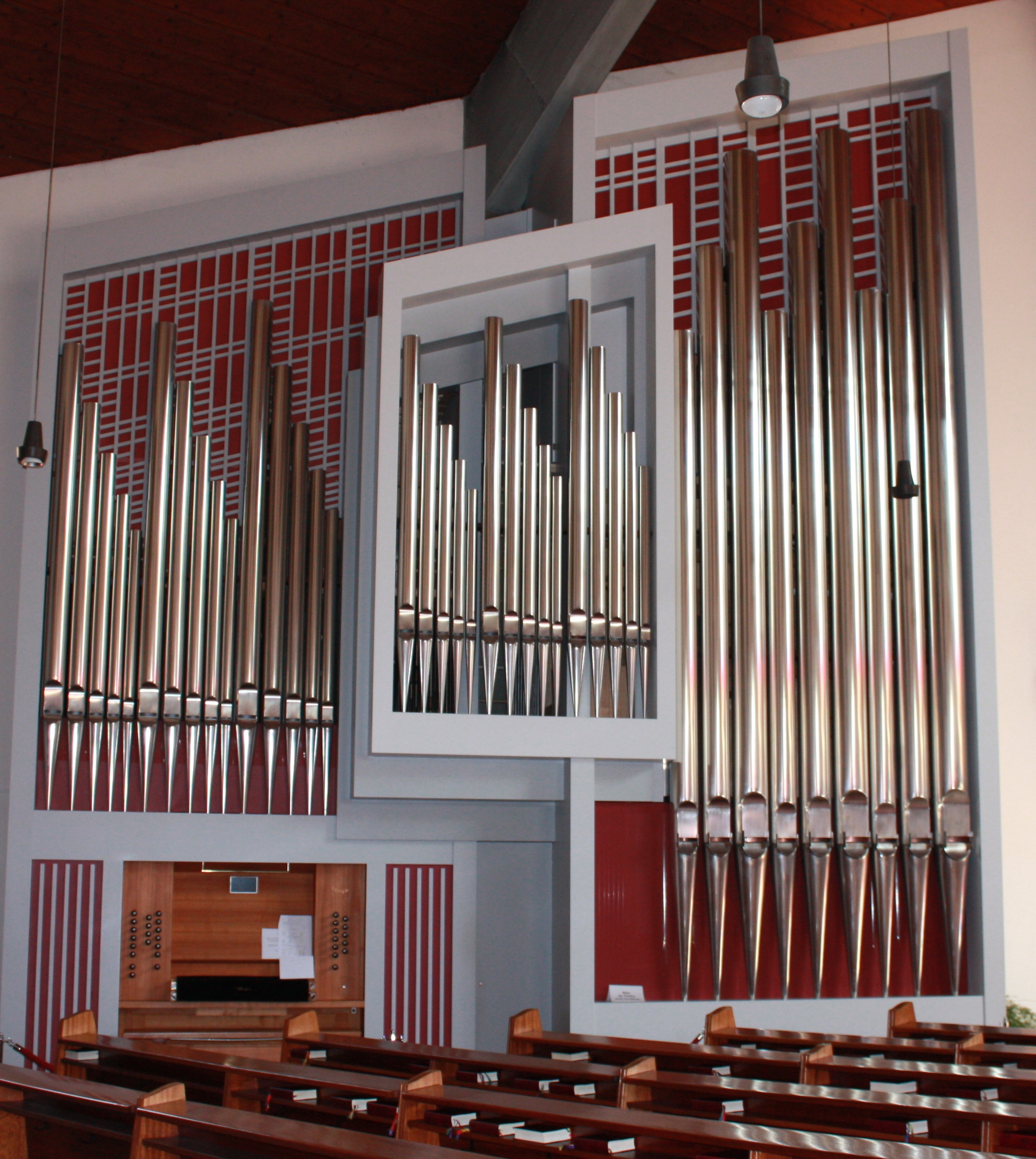
Blick auf die Orgel

Die im nördlichen Altarraum stehende Orgel wurde 2005 von der Firma Rieger aus Schwarzach bei Bregenz gebaut. Das Schleifladen-Instrument hat 27 Register auf zwei Manualwerken und Pedal.
| I Hauptwerk C–a3 |                  |        |
| 1.               | Bourdon          | 16’    |
| 2.               | Principal        | 08’    |
| 3.               | Lieblich Gedackt | 08’    |
| 4.               | Gamba            | 08’    |
| 5.               | Octave           | 04’    |
| 6.               | Spitzflöte       | 04’    |
| 7.               | Superoktave      | 02’    |
| 8.               | Mixtur V         | 01 ⁄3’ |
| 9.               | Cornet V         | 08’    |
| 10.              | Trompete         | 08’    |

| II Schwellwerk C–a3 |              |         |
| 11.                 | Hohlflöte    | 08’     |
| 12.                 | Rohrgedackt  | 08’     |
| 13.                 | Salicional   | 08’     |
| 14.                 | Vox celestis | 08’     |
| 15.                 | Blockflöte   | 04’     |
| 16.                 | Principal    | 04’     |
| 17.                 | Nasard       | 02 ⁄3’  |
| 18.                 | Doublette    | 02’     |
| 19.                 | Terz         | 01 3⁄5’ |
| 20.                 | Plein Jeu V  | 02’     |
| 21.                 | Oboe         | 08’     |
|                     | Tremulant    |         |

| Pedalwerk C–g1 |            |     |
| 22.            | Principal  | 16’ |
| 23.            | Subbass    | 16’ |
| 24.            | Principal  | 08’ |
| 25.            | Gedackt    | 08’ |
| 26.            | Choralbass | 04’ |
| 27.            | Fagott     | 16’ |

- Koppeln: II/I, I/P, II/P